# 뤼네부르거하이데

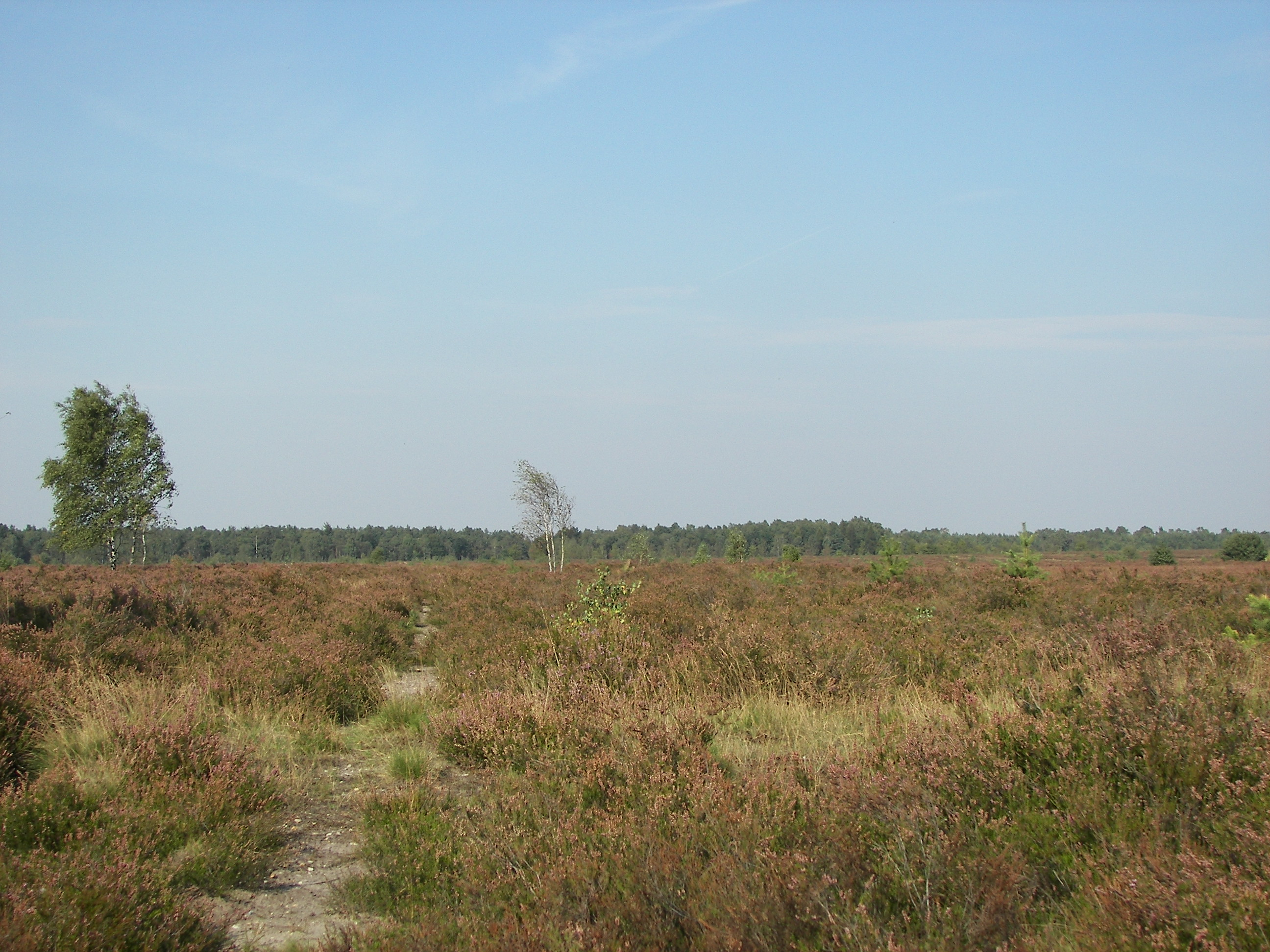

뤼네부르거하이데(독일어: Lüneburger Heide, 발음: [ˈlyːnəbʊʁɡɐ ˈhaɯdə])는 독일 북부 니더작센주의 북동부에 있는 넓은 황야, 야생동물, 삼림지대이다. 함부르크, 하노버, 브레멘 도시의 배후지 일부를 형성하며 뤼네부르크 마을의 이름을 따서 명명되었다. 대부분의 지역은 자연 보호 구역이다. 북부 로우색슨어는 여전히 이 지역에서 널리 사용되고 있다.
뤼네부르크 하이데는 광활한 지역을 갖고 있으며 황무지 중 가장 노란색을 띠고 있으며, 이는 1800년경까지 북독일 시골 지역의 대부분을 덮고 있던 전형적인 지역이지만 다른 지역에서는 거의 완전히 사라졌다. 황야지대는 신석기 시대 이후 괴짜의 척박한 모래 토양에 널리 퍼져 있던 숲을 과도하게 방목하여 형성되었다. 이를 북유럽의 약간 구릉이 많고 모래가 많은 지형이라고 부른다. 따라서 뤼네부르크 하이데는 역사적인 문화 경관이다. 황야의 나머지 지역은 주로 방목을 통해 깨끗하게 유지되며, 특히 하이슈누케(Heidschnucke)라고 불리는 북부 독일 황무지 품종의 양에 의해 보호된다. 독특한 풍경으로 인해 뤼네부르크 하이데는 북부 독일에서 인기 있는 관광지이다.